# Tmarus separatus
Tmarus separatus là một loài nhện trong họ Thomisidae.
Loài này thuộc chi Tmarus. Tmarus separatus được Richard C. Banks miêu tả năm 1898.